# 國道390號 (日本)
国道390号（日语：／ Kokudō Sanbyaku kyu-jū-gō）是日本最南端和最西端的一般國道，該一般國道於1975年設立。它途徑石垣島上的石垣市、宮古島以及沖繩島上的那霸市。人們必須通过渡轮往來於这三个岛屿之間。國道390號陆地上总长58.2公里，如果加上海上距离，则总长552.2公里。